# Theerapong Silachai
Theerapong Silachai (em tailandês: ธีรพงศ์ ศิลาชัย; 19 de novembro de 2003) é um halterofilista tailandês, medalhista olímpico.

## Vida pregressa
Nascido em uma família de classe média, onde seu pai era comerciante em Sisaket, uma província no baixo Isan (nordeste da Tailândia) na fronteira com o Camboja. A situação financeira de seu pai não era boa, então sua família teve que morar na casa de sua tia com outros parentes. Portanto, Silachai pretendia comprar uma casa para seu pai com a compensação de ser um atleta. Ele começou a treinar levantamento de peso em 2015.

## Carreira
Como um jovem levantador, a primeira competição conhecida de Silachai foi nos Jogos Khun Dan em Nakhon Nayok, competindo na categoria masculina de 50 kg. Ele levantou 90 quilos no arranque e 115 no arremesso para um total de 205 quilos, ganhando a medalha de ouro.
Ainda como levantador juvenil, Silachai participou da edição de 2020 em Nakhon Sawan e da edição de 2021 em Chiang Mai do Campeonato de Levantamento de Peso da Tailândia, ganhando ouro em ambas as ocasiões. Levantando 100 quilos no snatch e 134 quilos no clean and jerk para um total de 234 quilos na edição de 2020, quebrando recordes nacionais juvenis no clean and jerk e total, e levantando 106 quilos no snatch e 125 quilos no clean and jerk para um total de 231 quilos na edição de 2021.
Como júnior, ele participou dos 47º Jogos Nacionais da Tailândia, competindo na categoria masculina de 55 kg, ganhando ouro em todos os três levantamentos. Levantando 110 quilos no arranque, 142 quilos no arremesso e um total de 252 quilos.
Em 2022, Silachai participou do Campeonato Mundial de Halterofilismo de 2022 para seu primeiro evento sancionado pela IWF, ganhando ouro na categoria masculina de 55 kg, levantando 265 kg no total, quebrando recordes mundiais júnior no arremesso com 148 kg e 265 kg no total. Em 2023, Silachai subiu uma classe no Campeonato Asiático de Halterofilismo de 2023, competindo na categoria masculina de 61 kg. Ele levantou 299 quilos no total, ganhando o bronze e estabelecendo novos recordes mundiais júnior no arremesso com 167 quilos e no total com 299 quilos.
Nas Olimpíadas de Verão de 2024, ele participou do evento masculino de 61 kg e garantiu com sucesso a medalha de prata. Ele levantou 303 quilos, apenas sete quilos a menos que Li Fabin.